# الهمجة (الأفلاج)
مركز الهمجة هو مركزٌ إداري تابعٌ لمحافظة الأفلاج في منطقة الرياض ، ويصنف من فئة (ب) ورمزه 1300.